# سارونج

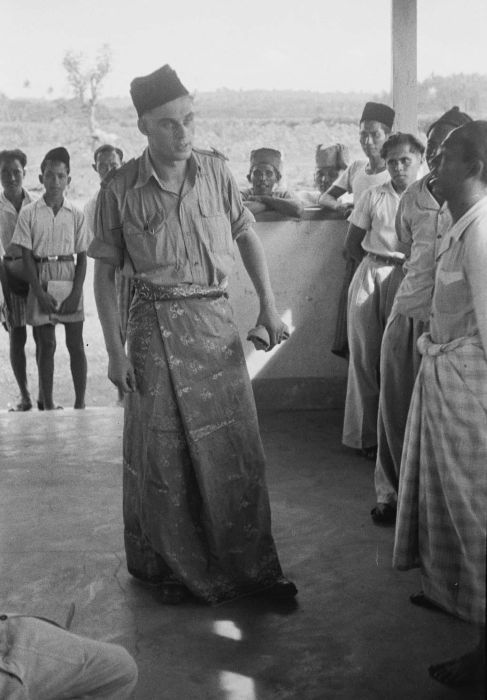
عسكري هولندي يرتدي السارونغ، 1949

السارونغ أو السارونج (‎ms‏, /səˈrɒŋ/) هو قطعة كبيرة من القماش، تُلف غالبًا حول الخصر، وتُرتدى في جنوب شرق آسيا، جنوب آسيا، غرب آسيا، شمال إفريقيا، شرق إفريقيا، غرب إفريقيا، وفي العديد من جزر المحيط الهادئ. يتميز القماش غالبًا بنقوش مربعة أو مقلمة، أو قد يكون بألوان زاهية باستخدام تقنية الباتيك أو الإيكات في الصباغة. كما أن هناك العديد من السارونغات الحديثة التي تحتوي على تصميمات مطبوعة، غالبًا ما تُظهر الحيوانات أو النباتات. تُرتدى أنواع مختلفة من السارونغ في مناطق مختلفة من العالم، لا سيما اللونغي في شبه القارة الهندية والإزار في شبه الجزيرة العربية.
يُعتبر السارونغ الموحد للجنسين أطول عادة من اللونغي الخاص بالرجال.

## أصل التسمية
مصطلح السارونغ هو كلمة دخيلة من الملايوية ، التهجئة القديمة: سارڠ، وتعني "التغطية" أو "الغمد". اُستخدم هذا المصطلح لأول مرة في عام 1834 للإشارة إلى الثوب الشبيه بالتنورة الذي يرتديه الملايو. تُعد كلمة sarong التهجئة الملايوية القديمة والتي لا تزال تُستخدم بشكل غير رسمي وتستمر في اللغة الإنجليزية، بينما تُعتبر sarung (‎ms‏) الشكل القياسي للكلمة.
توجد أشكال مختلفة من المصطلح في أنحاء آسيا، مثل التاميلية saram (சாரம்)، والعربية ṣārūn (صارون)؛ والسنهالية sarama (සරම).
في غرب إفريقيا، توجد الكلمة srong أو sorong في لغة الأكان، والتي تعني "أعلى نقطة"، في إشارة إلى تثبيت الثوب في أعلى نقطة لضمان إحكامه.

## نظرة عامة

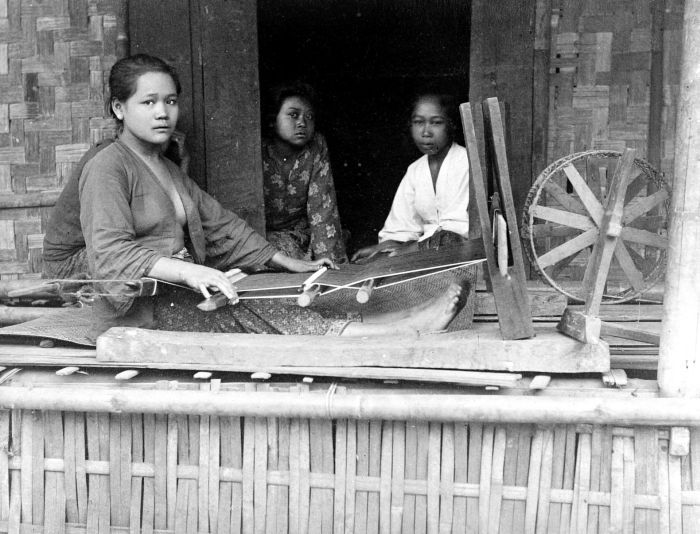
نساجة سارونغ سوندانية في باندونغ، جاوة الغربية، في إندونيسيا الحالية، بين عامي 1900 و1940
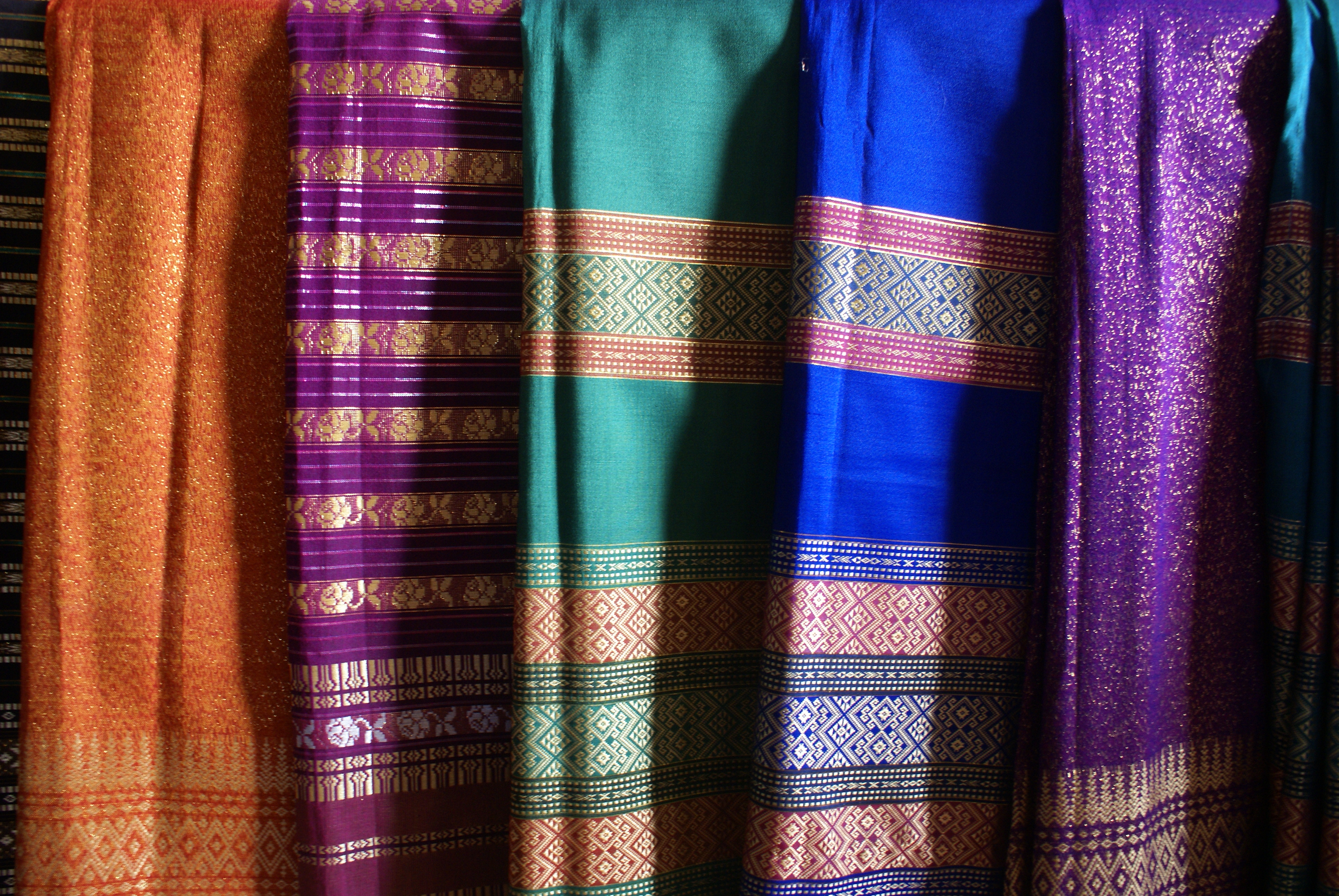
يشير "سارونغ" إلى قطعة قماش تُستخدم كـلباس.

يشير مصطلح السارونغ أو السارونج إلى الملابس السفلية التي يرتديها الرجال والنساء في جنوب شرق آسيا. يتكون هذا اللباس من قطعة قماش بعرض حوالي ياردة (0.91 م) وطول يقترب من ياردتين ونصف (2.3 م). في منتصف هذه القطعة، عبر العرض الأضيق، يتم نسج أو صبغ شريط بلون أو نمط متباين بعرض قدم واحد تقريبًا، ويُعرف هذا الجزء بـkepala أو "رأس" السارونغ. تُخاط الحافتان الضيقتان للقطعة لتشكيل أنبوب. يدخل الشخص هذا الأنبوب، ويرفع الحافة العلوية فوق مستوى السرة (يجب أن يكون طرف السارونغ بمستوى الكاحلين)، ويتمركز kepala في منتصف الظهر، ثم يُثني القماش الزائد من الجانبين إلى الوسط الأمامي، حيث يتداخلان ويتم تأمين السارونغ بلف الحافة العلوية على نفسها.
يرتدي رجال الملايو السارونغات المنسوجة بنمط المربعات، بينما ترتدي النساء السارونغات المصبوغة بطريقة الباتيك. ومع ذلك، في الثقافة الجاوية، يُعد ارتداء سارونغات الباتيك شائعًا وغير مقيد بجنس معين؛ ويُرتدى أحيانًا في المناسبات الرسمية مثل حفلات الزفاف.
يُعد السارونغ من الملابس الرسمية للنساء عند ارتدائه مع بلوزة كبايا. أما بالنسبة لـرجال الملايو، فإنهم يرتدون السارونغ في الأماكن العامة فقط عند حضور صلاة الجمعة في المسجد،[بحاجة لمصدر] إلا أن السارونغ لا يزال شائعًا كلباس منزلي غير رسمي للرجال من جميع الأعراق والديانات في بروناي، إندونيسيا، الفلبين، كمبوديا، ماليزيا، سنغافورة، سريلانكا، ومعظم شبه القارة الهندية. (في شبه القارة الهندية، باستثناء سريلانكا، يُعرف السارونغ أحيانًا باسم مندو أو لونغي.

## الاختلافات الإقليمية

### العالم العربي

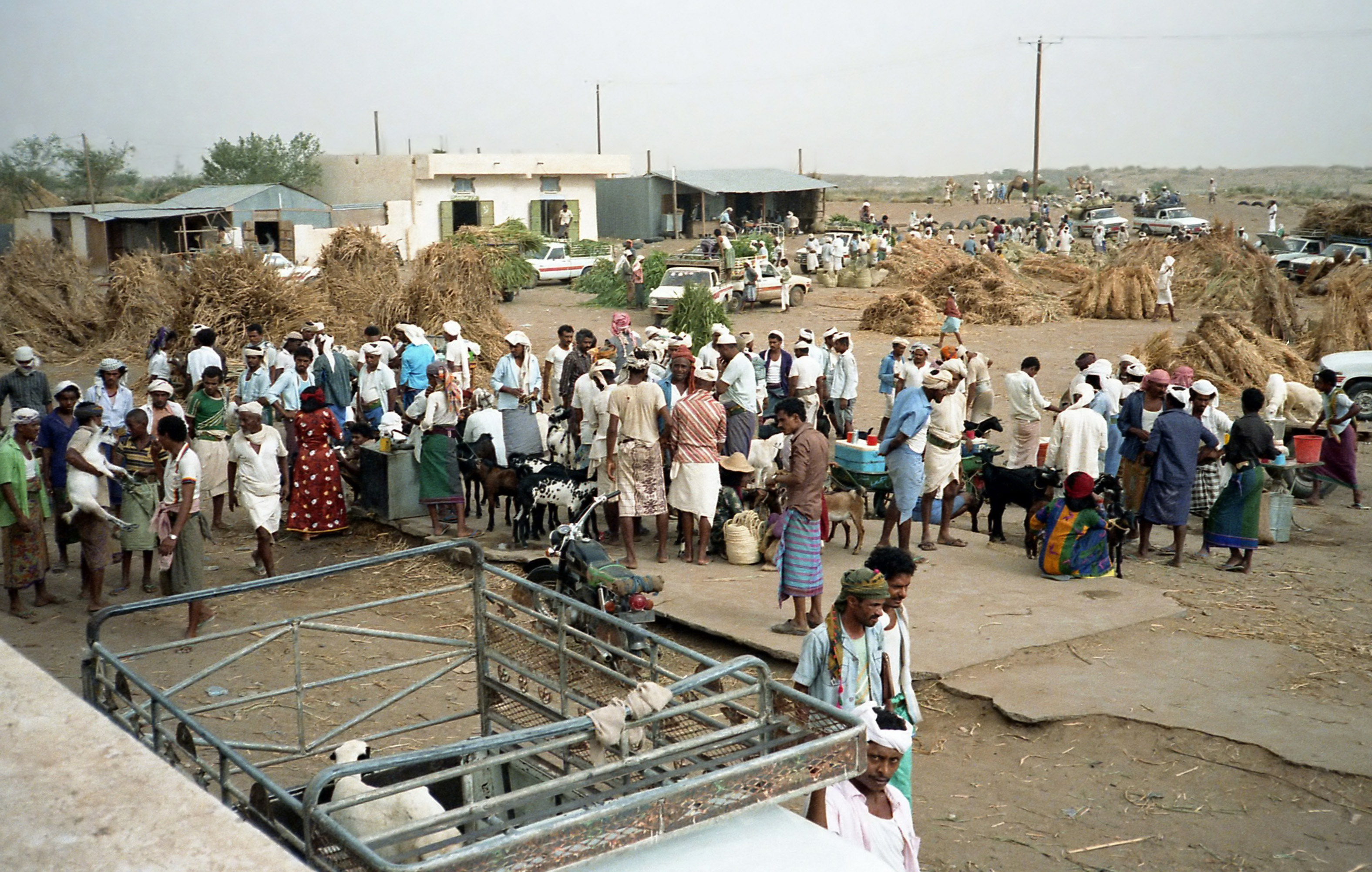
رجال من اليمن يرتدون الـسارون التقليدي
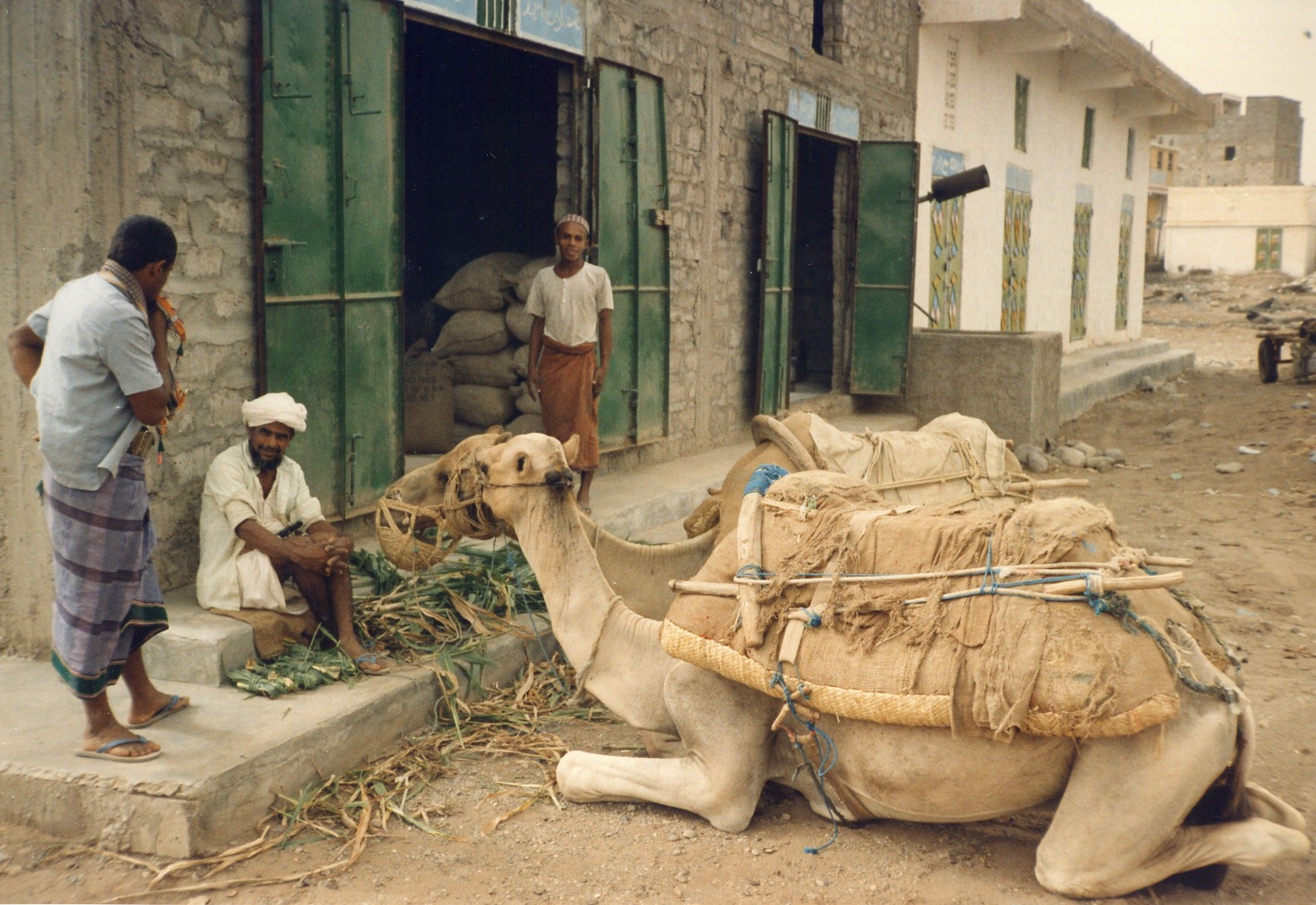
رجل يمني يربط الـسارون. أحيانًا يحتفظ الناس بالأموال أو الأدوات الصغيرة في طيات الفوطة.
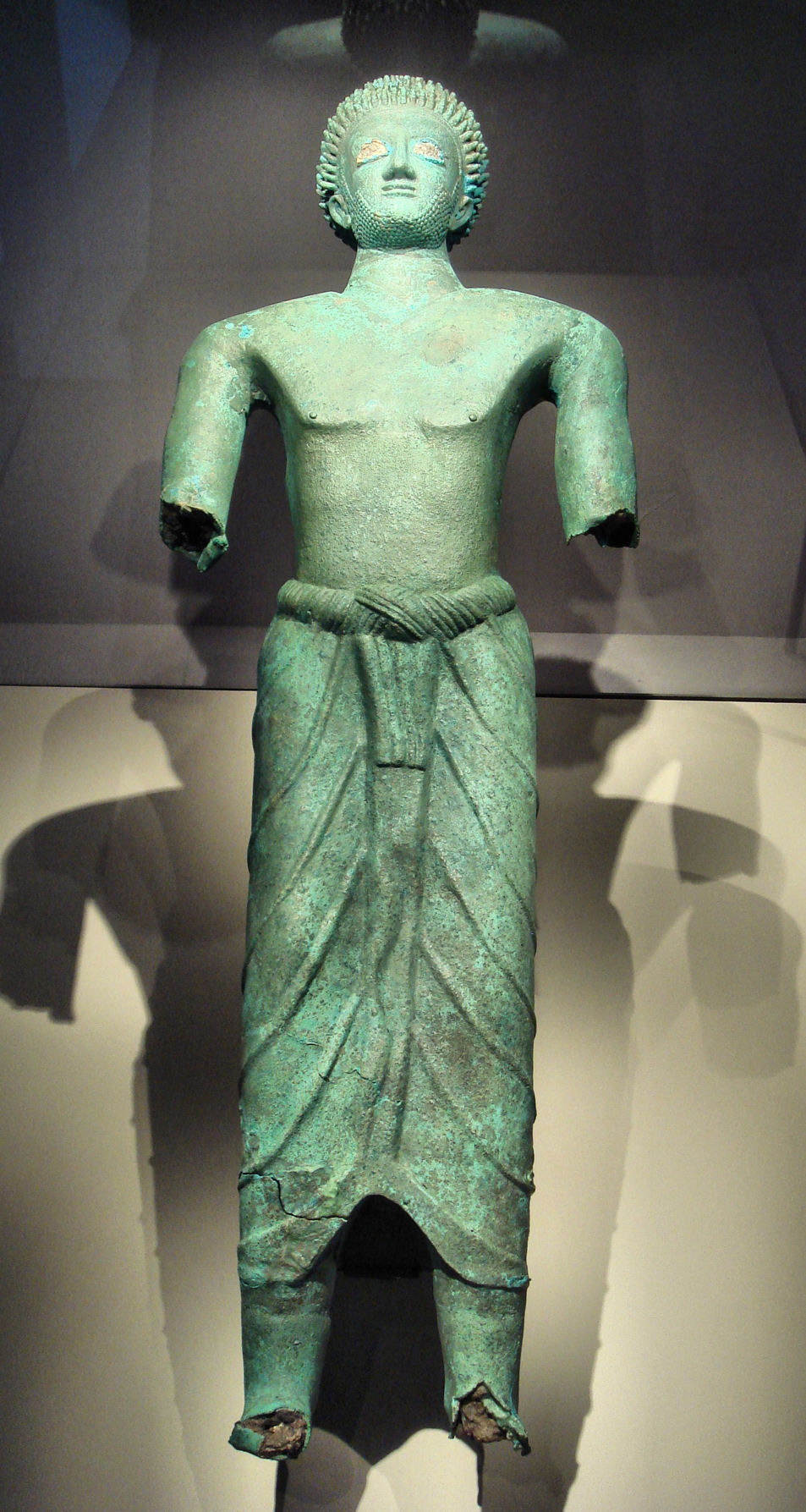
تمثال برونزي لرجل يمني يرتدي الـسارون

تُرتدى السارونغات بأسماء محلية مختلفة بشكل تقليدي من قِبل سكان اليمن ومناطق أخرى في شبه الجزيرة العربية. تشمل الأسماء المحلية لهذا الثوب: ṣārūn، fūṭah، إزار، wizār، مقطب وmaʿwaz (الجمع: maʿāwiz). في حضرموت، اليمن، يُطلق على السارونغ اسم سارون ( ṣārūn) في الداخل والمناطق الساحلية. أما في عمان، فيُعرف باسم wizār وغالبًا ما يكون باللون الأبيض، مشابهًا لـمندو في كيرالا بـشبه القارة الهندية وعادة ما يُرتدى تحت الـثوب.
في المملكة العربية السعودية، يُعرف السارونغ بـالإزار. ويمكن أن تكون تصاميمه مربعة أو مخططة أو مزخرفة بالورود أو الزخارف العربية. لكن تصاميم المربعات المزدوجة (أي قسم عمودي من izār بنمط مربعات مختلف) من إندونيسيا تحظى بشعبية كبيرة. في جنوب غرب السعودية، تمتلك القبائل أنماطًا خاصة بها من izaar غير المخيط، والذي يتم نسجه محليًا. ويُرتدى هذا أيضًا في شمال اليمن. ومع ذلك، تمتلك كل قبيلة في اليمن تصميمًا مميزًا لـṣārūn، والذي قد يحتوي على شرابات وحواف مزخرفة. يُعتقد أن هذا الـṣārūn القبلي يشبه الـizaar الأصلي الذي كان يُرتدى في شبه الجزيرة العربية منذ ما قبل الإسلام، مثل الـشنديت.
تُرتدى السارونغات عادةً مفتوحة وغير مخيطة بحيث لا تصل إلى الكاحلين. بينما تُعتبر أنواع أخرى من izaars، والتي تُستورد غالبًا من بنغلاديش، الملابس التقليدية لـالعرب الصيادين في الخليج العربي، والمحيط الهندي، والبحر الأحمر. كان هذا الزي التقليدي للرجال قبل إدخال البيجامات الشبيهة بالسراويل والقفطانات خلال الفترات الاستعمارية التركية والأوروبية. يتم ارتداء كل من السارونغات المخيطة كأنبوب والمفتوحة، حتى في البلدان التي يرتدي فيها الناس بشكل غير رسمي الـدشداشة، كملابس نوم غير رسمية وفي المنازل.

### شبه القارة الهندية

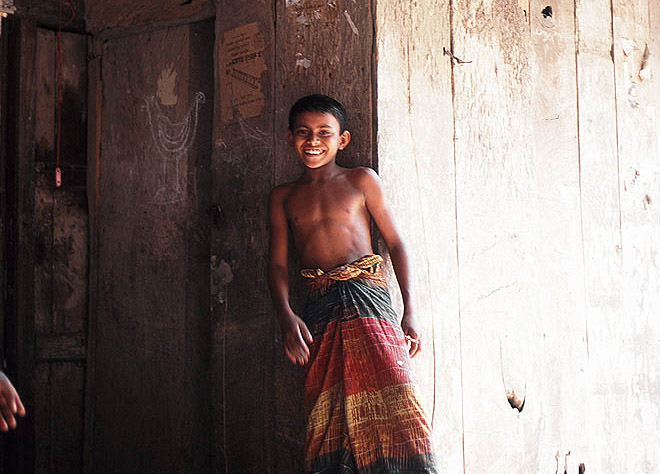
صبي من بنغلاديش يرتدي الـلونغي التقليدي.

تنتشر السارونغات بشكل مشابه لتلك الموجودة في جنوب شرق آسيا ومختلفة تمامًا عن تلك الموجودة في شبه القارة الهندية (باستثناء سريلانكا). في ولاية مانيبور، تُعرف باسم phanek ومخيلا في آسام، وهي تشبه إلى حد كبير الزي التقليدي لدول جنوب شرق آسيا الأخرى.
في جنوب الهند، في ولايات كيرالا، يُطلق على السارونغ الأبيض بالكامل أو الأسود بالكامل اسم مندو، بينما يُعرف السارونغ الملون باسم لونغي أو كايللي. أما في تاميل نادو، فيُعرف بـكايللي أو سارام أو فيتي أو لونغي وعادة ما يتم ارتداؤه في المنزل.
بخلاف السارونغات ذات الألوان الزاهية في جنوب شرق آسيا، فإن نوع الـمندو في كيرالا يكون في الغالب باللون الأبيض العادي ويُرتدى للمناسبات الدينية أو الاحتفالية. أما السارونغات الملونة في كيرالا، فتُعرف باسم كايللي، بينما تُسمى البيضاء مندو. ويتم ارتداء الـدوتي الأبيض بالكامل في المناسبات الرسمية والدينية. بينما توجد أزياء مستوحاة من الـمندو للنساء، إلا أنهن غالبًا ما يرتدين الـساري.

#### سريلانكا
تُعد السارونغات شائعة جدًا في سريلانكا ويرتديها الرجال فقط. (ترتدي النساء ملابس مشابهة، ولكن تُسمى ملابسهن ريدا، وهي تنورة تُلف حول الخصر.) تُعد السارونغات الزي التقليدي لمعظم الرجال في المناطق الريفية وحتى بعض المناطق الحضرية. ومع ذلك، يرتدي معظم الرجال من الطبقات الاجتماعية العليا (الذين يرتدون عادةً السراويل في الأماكن العامة) السارونغ فقط في المناسبات الاحتفالية، أو كملابس نوم مريحة، أو داخل حدود المنزل. تُطلق المجتمعات الناطقة باللغة التاميلية، مثل تاميل سريلانكا ومور سريلانكا، على السارونغ اسم saaram أو chaaram.
إحصائيًا، يتراجع عدد الأشخاص الذين يرتدون السارونغ كزي عام رئيسي في سريلانكا، ويعود السبب في ذلك إلى وصمة العار المرتبطة بكون السارونغ زيًا للطبقات الاجتماعية الأقل تعليمًا. ومع ذلك، هناك توجه نحو اعتماد السارونغ كزي موضة أو زي رسمي يُرتدى بفخر وطني في المناسبات الخاصة فقط. يختار القادة السياسيون والاجتماعيون في سريلانكا الذين يرغبون في تصوير تواضعهم وقربهم من الناس، وإظهار وطنيتهم، ارتداء نوع من السارونغ يُعرف بـ"الوطني" كزي عام.

### القرن الإفريقي
تُعد السارونغات شائعة جدًا في الصومال والمناطق ذات الأغلبية المسلمة في القرن الإفريقي. وعلى الرغم من أن الرجال البدو والحضر من الصوماليين قد ارتدوها منذ قرون على شكل تنورة بيضاء بسيطة، إلا أن السارونغ الملون المعروف بـمكاويز (معاويز) هو الشكل الأكثر شيوعًا للملابس في المنطقة. قبل الأربعينيات من القرن العشرين، كانت معظم المكاويز تُصنع من القطن. ولكن منذ ظهور الصناعة الحديثة، أصبحت تُصنع الآن من العديد من الأقمشة وتوليفاتها، بما في ذلك بوليستر، نايلون، والحرير.
تختلف التصاميم بشكل كبير، وتتراوح من النقوش المربعة المزخرفة بأشكال ماسية مائية والمربعات إلى الخطوط الهندسية البسيطة. القاسم المشترك هو أن الألوان تكون زاهية جدًا؛ نادرًا ما يُشاهد المكاويز السوداء.
يتم ارتداء الـمكاويز في الصومال حول الخصر وتُطوى عدة مرات لضمان ثباتها في مكانها. تُباع عادةً كمستطيل طويل دائري، على الرغم من أن بعض البائعين يقدمون خدمة الخياطة كخدمة إضافية.

### جنوب شرق آسيا

#### إندونيسيا

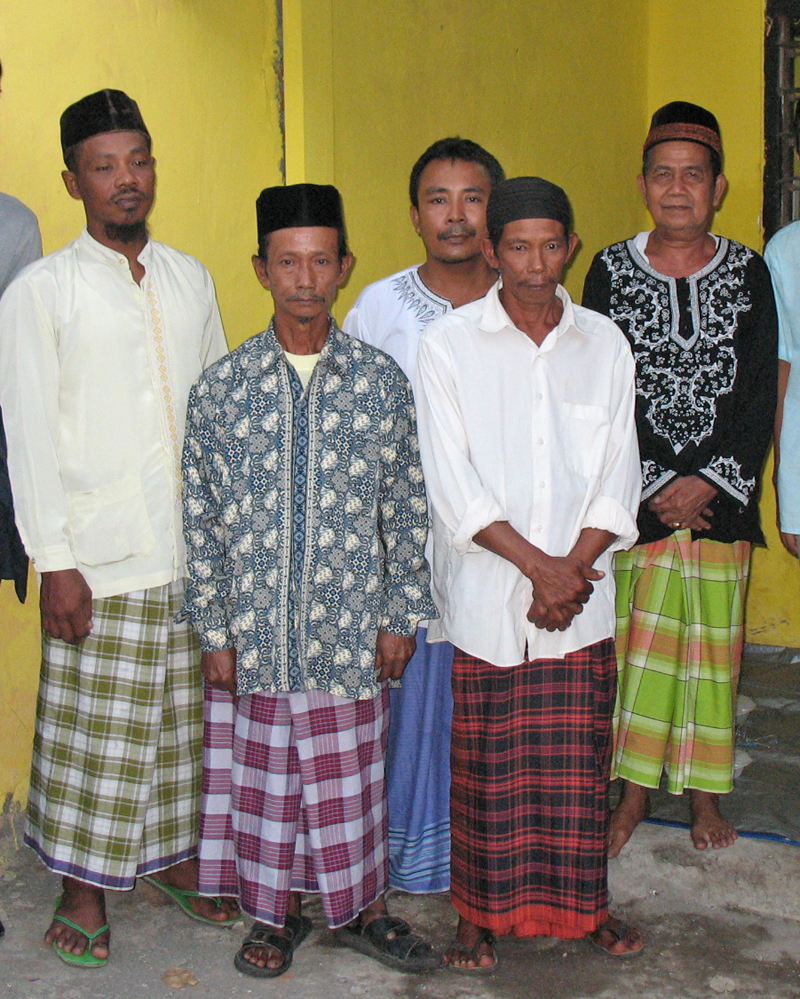
رجال مسلمون من جاوة في إندونيسيا يرتدون السارونغ.

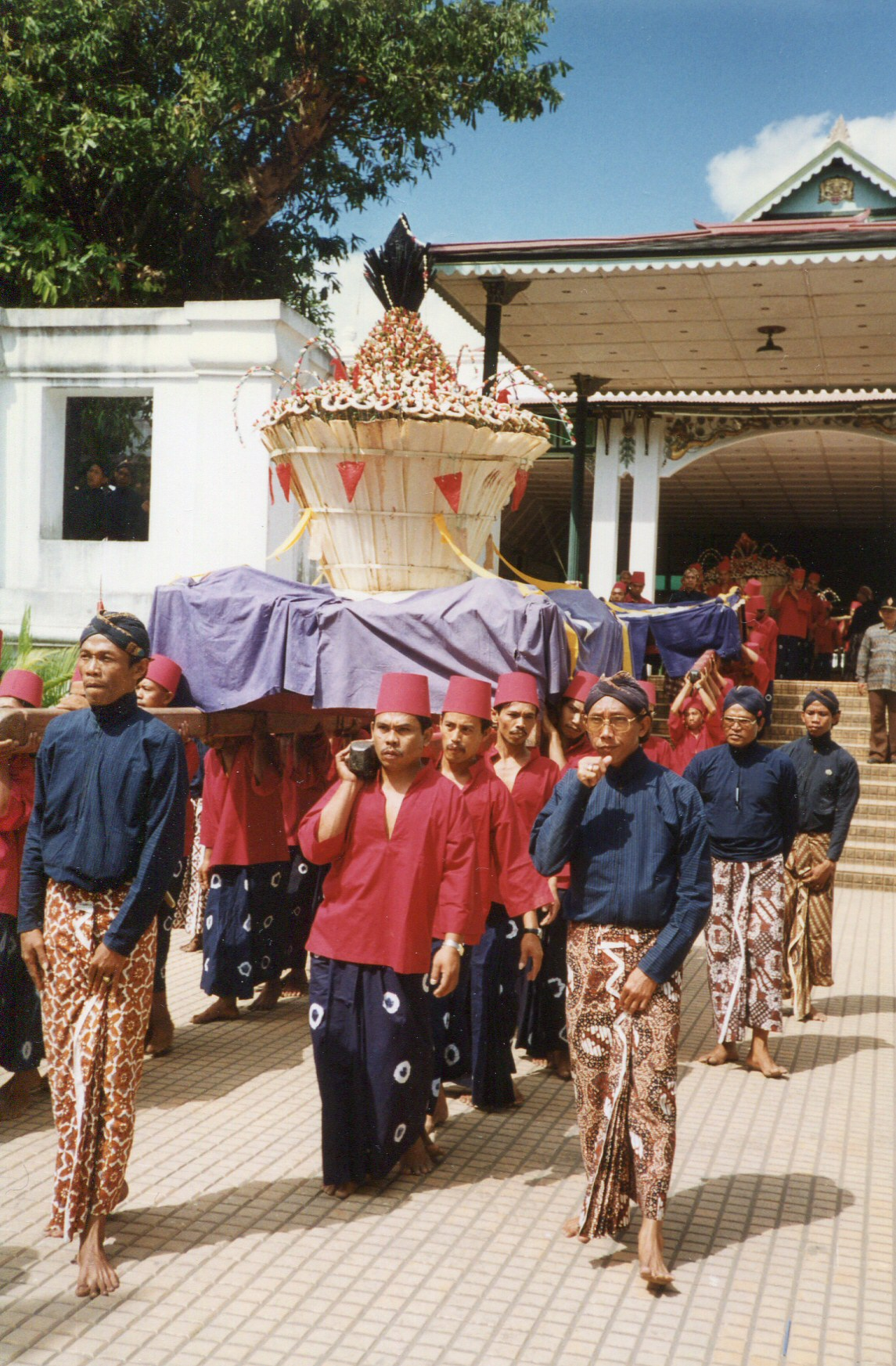
سارونغات الباتيك الرسمية يرتديها الحراس أثناء موكب السلطان في يوجياكارتا.

في إندونيسيا، يُعرف السارونغ بشكل عام باسم kain sarung (بمعنى "قماش السارونغ")، باستثناء بالي حيث يُطلق عليه اسم kamben، والذي قد يكون له صلة اشتقاقية بكلمة كيمبن (لفافة للجزء العلوي من الجسم في الجاوية). يوصف السارونغ غالبًا بأنه تنورة إندونيسية؛ وهو عبارة عن أنبوب كبير أو قطعة قماش تُلف حول الخصر، ويُرتدى من قِبل الرجال والنساء في معظم مناطق أرخبيل إندونيسيا. كما يُعرف السارونغ بأنه تنورة أنبوبية تناسب كلا الجنسين.
أشهر تصاميم السارونغ الإندونيسي هو القماش المنسوج بنقوش مربعة، ويُستخدم عادةً من قبل المسلمين لأداء صلاة الصلاة. يتم خياطة هذا النوع من القماش معًا لإنشاء زي سفلي على شكل تنورة أنبوبية. أما في بالي، فلا يتم خياطة السارونغ كأنبوب، بل يبقى كقطعة قماش تُلف حول الخصر وتُربط بعقدة.
إلى جانب النقوش المربعة الشائعة، يمكن استخدام تقنيات نسج أو طباعة أخرى مثل الباتيك، الإيكات، سونجكيت، وغيرها من أنواع الأقمشة المنسوجة التقليدية المعروفة باسم تينون. يُرتدى السارونغ من قِبل مجموعات عرقية متعددة في إندونيسيا، ويُصنع من مجموعة متنوعة من المواد مثل القطن، أو البوليستر، أو الحرير.
ترتدي النساء الإندونيسيات أزياء تقليدية تُعرف باسم كبايا كملابس علوية، بينما يرتدين سارونغات مصبوغة بتقنية الباتيك كنمط للملابس السفلية، وتكون عادةً ذات نقوش زهرية وبألوان زاهية. ومع ذلك، في الثقافة الجاوية، لا يقتصر ارتداء سارونغات الباتيك على النساء فقط في المناسبات الرسمية مثل حفلات الزفاف.
في عام 2019، وفي محاولة لتعزيز شعبية السارونغ بين شعبها، شجعت الحكومة الإندونيسيين على ارتداء السارونغ في الأماكن العامة مرة واحدة على الأقل شهريًا. وأوضح الرئيس جوكو ويدودو أن السارونغ عنصر مهم في الثقافة الإندونيسية، وأن ارتداءه يُظهر تقديرًا للحرفيين الذين يصنعونه.

#### ماليزيا
في ماليزيا، يُعرف السارونغ باسم kain. ويُستخدم هذا المصطلح مع كلمات محددة لتوضيح نوعه ووظيفته، مثل kain pelikat (نوع من السارونغ بنمط مخطط ومربعات بسيطة)، kain sarung, kain tenun (سارونغ منسوج)، kain batik (سارونغ بنقوش الباتيك، وعادةً ما ترتديه النساء مع الـكبايا أو باجو كورونغ) أو kain samping أو sampin (سارونغ خاص يُرتدى من قِبل الرجال مع باجو ملايو). في ولاية ساراواك الماليزية، يُطلق عليه اسم sabok (للرجال) وtapeh (للنساء).
منذ عام 2017، تُقام احتفالات خاصة حول يوم ماليزيا لتشجيع ارتداء السارونغ في الأماكن العامة، وكذلك ركوب القطار المعروف باسم قطار السارونغ.

#### الفلبين
تُعرف السارونغات في الفلبين عمومًا باسم تابيس في لوزون، وألامباي في مرتفعات كورديليرا، وباتاديوغ في جزر فيساياس وأرخبيل سولو، ومالونغ في مينداناو. يرتديها كل من الرجال والنساء، ويمكن أن تكون مستطيلة أو أنبوبية الشكل. كما يمكن أن تكون بطول الركبة أو الكاحل وتتوفر بألوان متنوعة تختلف حسب المجموعة العرقية التي نسجتها.
بالنسبة للرجال، يتم رفع التنورة وربطها عند الخصر (مثل دوتي الهندي)، لتشكل ملابس شبيهة بالسروال تُعرف باسم سالوال. كما يمكن استخدامها كأوشحة أو بطانيات. كانت تُرتدى مع قمصان أو سترات ضيقة تُعرف باسم بارو أو بايو.
بين شعب ماراناو، يظهر الـمالونغ في رقصة شعبية تُعرف بـكابا مالونغ مالونغ، والتي تُظهر الطرق المختلفة لاستخدام الـمالونغ.
خلال فترة الاستعمار الإسباني، كان يُرتدى الـتابيس فوق تنورة أطول (سايا أو فالدا) لأن قصر الـتابيس كان يُعتبر غير محتشم من قبل رجال الدين الإسبان. ومع مرور الوقت، تطور ليصبح جزءًا من الزي التقليدي للفلبينيات، وهو بارو سايا.

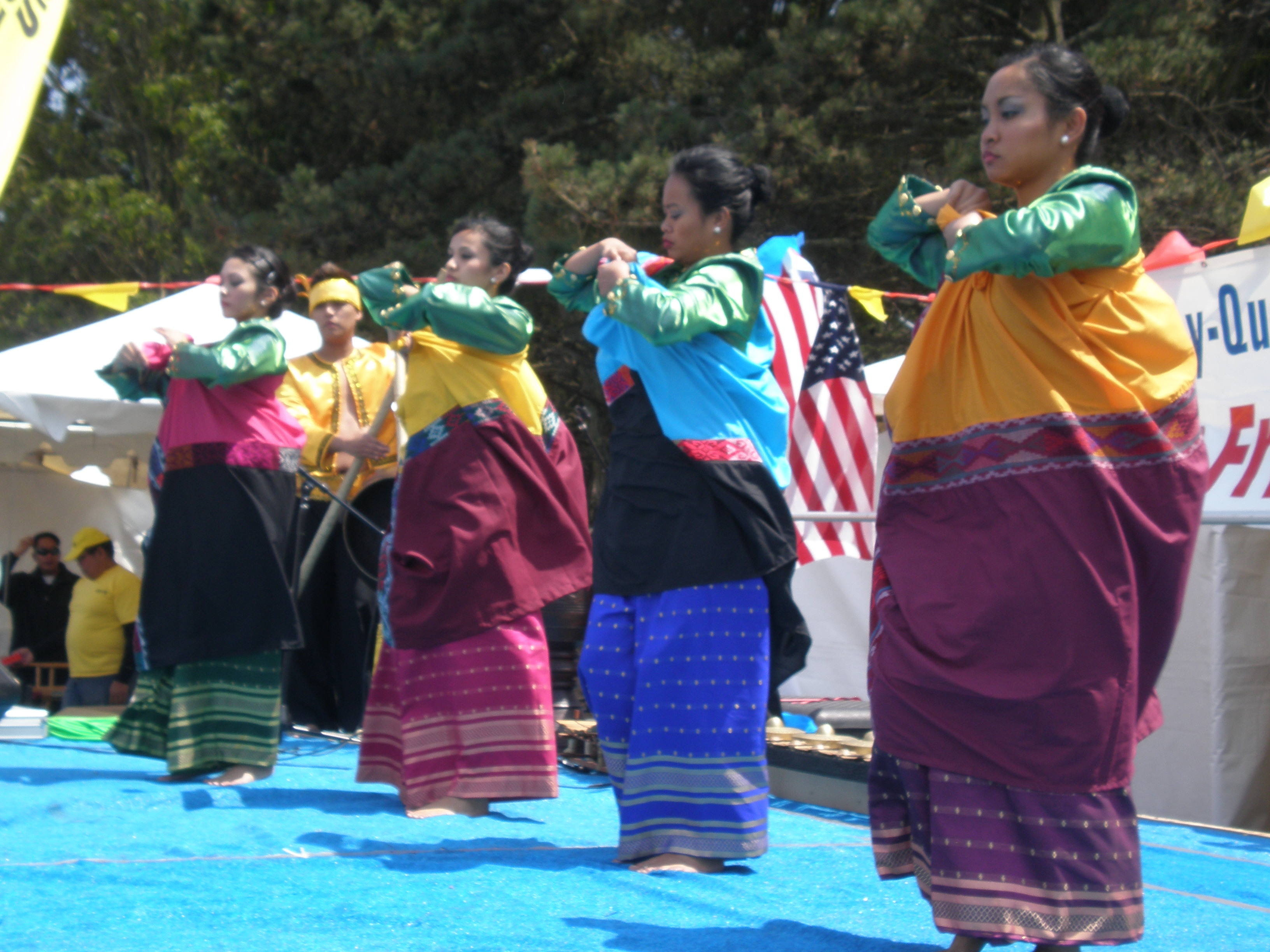
كابا مالونغ مالونغ، رقصة تقليدية من ماراناو تُظهر استخدامات متعددة لـمالونغ
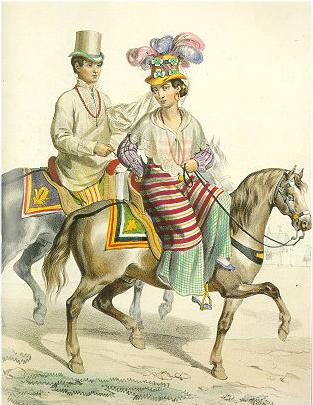
رسم توضيحي لـميستيزو فلبيني وزوجته حوالي عام 1846، يُظهر طريقة ارتداء النساء للـتابيس
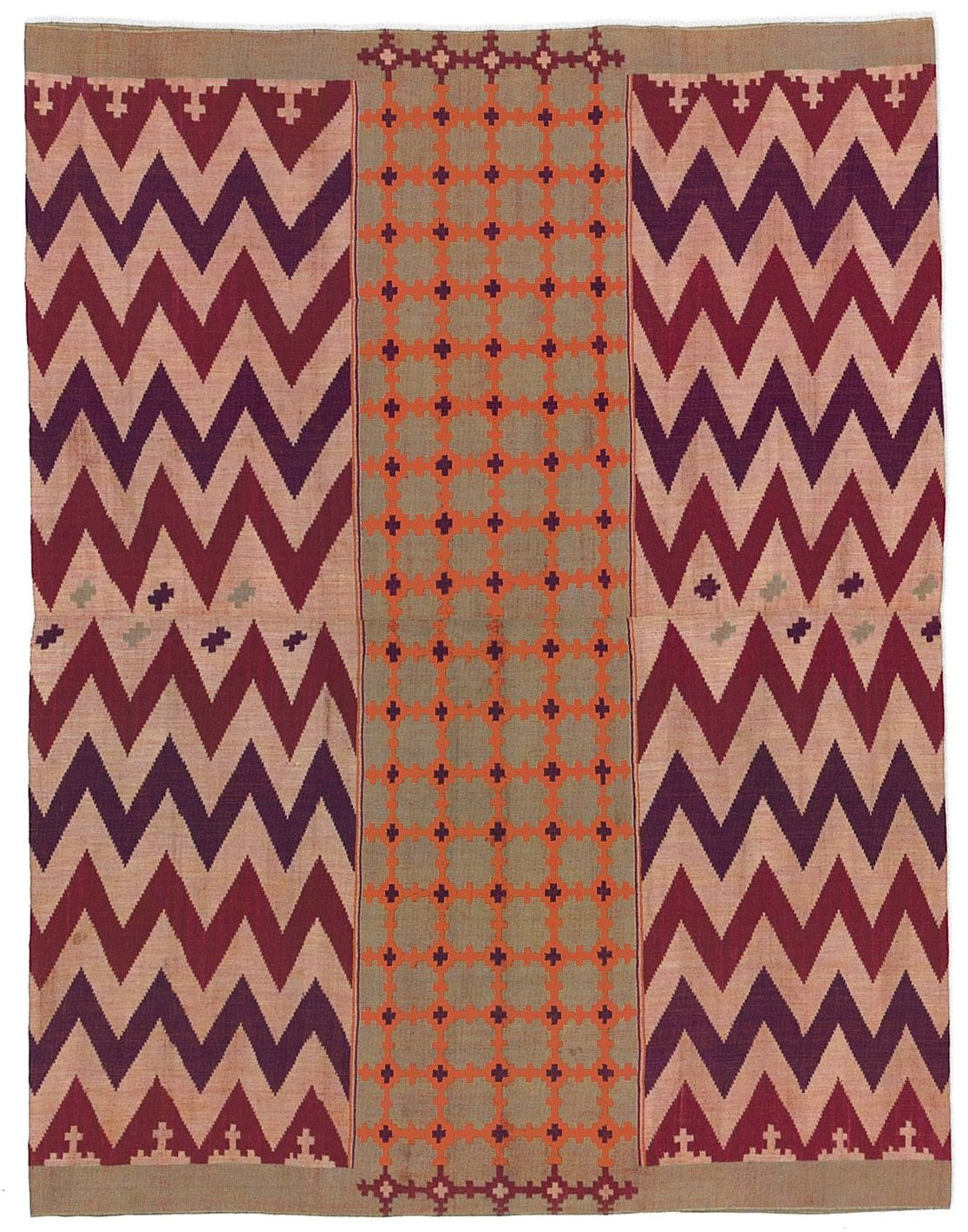
باتاديوغ من أرخبيل سولو في متحف هونولولو للفنون
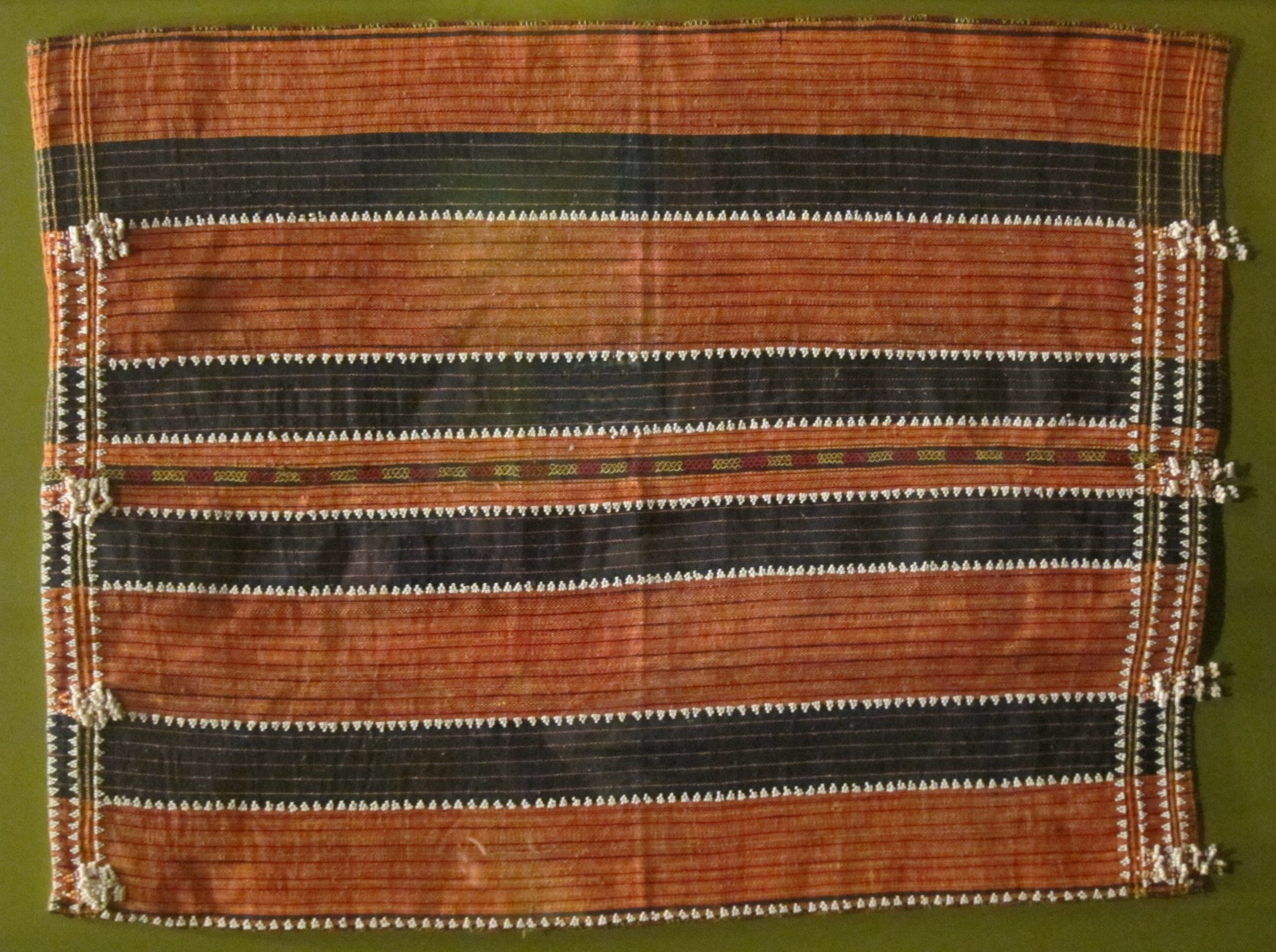
ألامباي من كورديليرا في متحف هونولولو للفنون
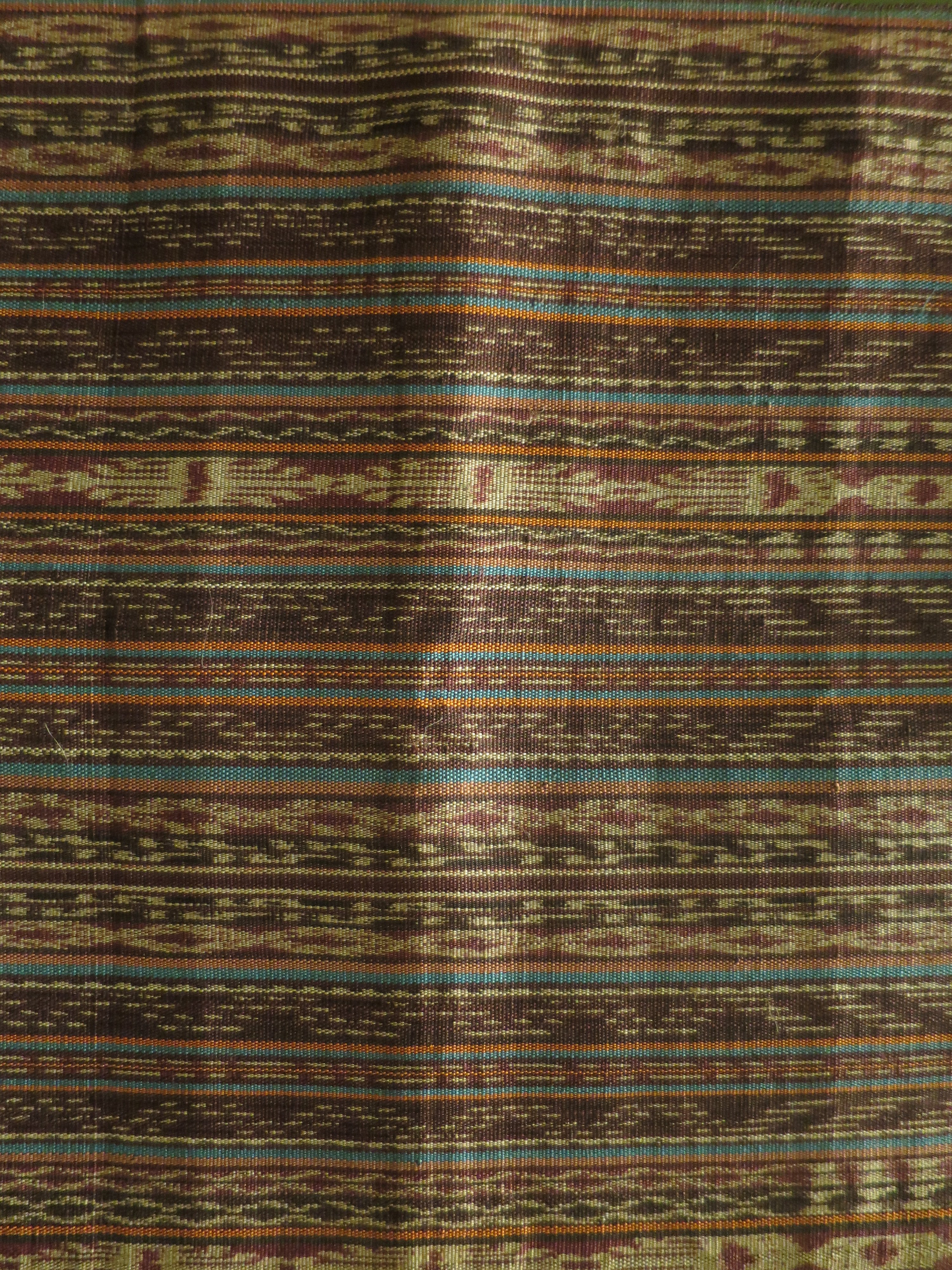
مالونغ منسوج من ألياف أباكا لشعب باغوبو
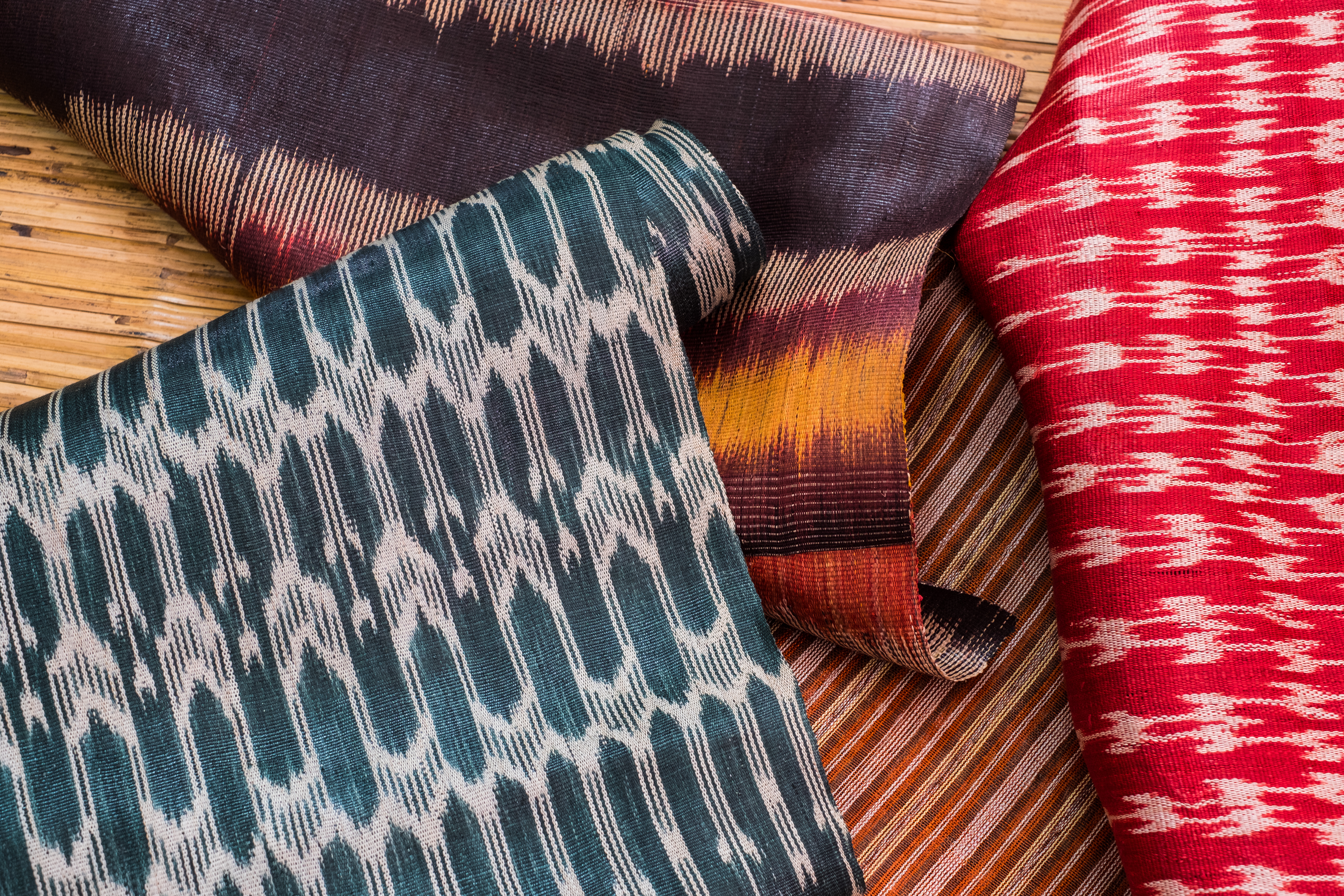
تينالاكس منسوج من ألياف أباكا

### الغرب
في أمريكا الشمالية والجنوبية وكذلك في أوروبا، تُرتدى الأوشحة الملتفة حول الورك كملابس شاطئية أو كغطاء فوق ملابس السباحة. غالبًا ما تكون هذه الأوشحة مصنوعة من قماش رقيق وخفيف، مثل الرايون، وقد تحتوي على شرابات زخرفية على كلا الجانبين. قد تحتوي أيضًا على أربطة طويلة ورفيعة يمكن للمرتدية ربطها معًا لمنع الوشاح من الانزلاق.
عادةً ما ترتدي النساء هذه الأوشحة كأغطية للشاطئ، ولا تشبه في العادة السارونغات الآسيوية أو الأفريقية التقليدية من حيث الحجم أو النقش أو التصميم. أما الرجال الغربيون الذين يرتدون السارونغ، فغالبًا ما يتأثرون بـالكيلت الإسكتلندي أو لافالافا من ثقافة بولينيزيا أو ساموا.
بشكل عام، يرتدي الرجال السارونغ في المنزل، أو على الشاطئ، أو بجانب المسبح، أو أثناء الرحلات البحرية.

## طريقة الربط
هناك العديد من الطرق لربط السارونغ على جسم مرتديه. في بعض الحالات، تختلف هذه التقنيات حسب جنس الشخص الذي يرتديه. إذا كانت هناك أربطة مثبتة على السارونغ، فيمكن استخدامها لتثبيته في مكانه. توفر هذه الأربطة للمرتدي ثباتًا وأمانًا إضافيين.
إذا لم توجد أربطة، يمكن استخدام دبوس للتثبيت، أو يمكن طي القماش بإحكام تحت نفسه على شكل طبقات، أو يمكن ربط زوايا القماش حول الجسم وعقدها، أو يمكن استخدام حزام لتثبيت السارونغ في مكانه.

## ملابس مشابهة
يُعرف هذا اللباس البسيط في اللغة الإنجليزية غالبًا باسم سارونغ، سواء كان مخيطًا أو غير مخيط، وله نظائر في العديد من المناطق، حيث يظهر بتصاميم مختلفة ويُعرف بأسماء مختلفة.

## أسماء السارونغ حول العالم
- العالم العربي

```
 ** في 
السعودية
 يُعرف باسم إزار .
 ** في 
مصر
  يُعرف باسم 
فوطه
 أو بشكير .
 ** في 
اليمن
 يُعرف باسم 
فوطه
 أو 
معوز
 .
```

- أفريقيا

```
 ** في 
مدغشقر
 يُعرف باسم 
لامبا
.
 ** في 
مالاوي
 يُعرف باسم 
شيتينجي
.
 ** في 
موريشيوس
 يُعرف باسم 
باريه
.
 ** في 
موزمبيق
 يُعرف باسم 
كابولانا
.
 ** في 
الصومال
 
وجيبوتي
 يُعرف باسم 
مكاويز
 أو أحيانًا 
هووسغونتي
.
 ** على طول 
ساحل السواحلي
، يُعرف باسم 
كانغا
 (ترتديه النساء) أو 
كيكوي
 (يرتديه الرجال) ويتميز بتصاميم بسيطة، ولكن يُستخدم أيضًا في عالم الموضة. تتميز الـ
كانغا
 بألوان زاهية ونقوش فنية، وعادةً ما تحتوي على أمثال باللغة السواحلية على الحواف.
 ** في 
جنوب أفريقيا
 يُعرف باسم 
كيكوي
 ويُستخدم كغطاء للأثاث أو للذهاب إلى الشاطئ.
 ** في 
زامبيا
 يُعرف باسم 
شيتينجي
.
```

- البرازيل

```
 ** تُعرف الـ
كانغا
  في البرازيل كملابس سباحة للنساء. تُباع بشكل شائع على الشواطئ وفي المدن الساحلية، وتُستخدم أيضًا في الأرياف للسباحة في الأنهار أو البرك.
```

- شبه القارة الهندية

```
 ** في 
جنوب الهند
 يُعرف باسم 
لونغي
، وغالبًا ما يُخاط على شكل أسطوانة كبيرة.
 ** في 
بنغلاديش
 
وشرق الهند
 يُعرف باسم 
لونغي
.
 ** في 
شمال شرق الهند
 يُعرف باسم 
فانيك
 في 
مانيبور
 و
ميخيلا
 في 
آسام
، وهي ملابس مشابهة للأزياء التقليدية في دول جنوب شرق آسيا الأخرى.
 ** في 
جنوب الهند
 يُعرف باسم 
فيتي
 في 
التاميلية
، 
بانشا
 في 
التيلوغو
، 
بانشي
 في الكانادا، و
مندو
 في 
المالايالامية
.
 ** في 
جزر المالديف
 وولاية 
كيرالا
 الهندية، يُعرف باسم 
مندو
 أو 
فايلي
 أو 
نيرياتو
.
 ** في 
إقليم البنجاب
 يُعرف باسم 
شادرا
.
 ** في 
سريلانكا
 يُعرف باسم 
سارام
 في 
التاميلية
 و
ساراما
 في 
السنهالية
.
```

- جنوب شرق آسيا

```
 ** في 
كمبوديا
 يُعرف باسم សារុង /saaroŋ/ أو សំពត់ /sɑmpʊət/.
 ** في 
إندونيسيا
 يُعرف عمومًا باسم 
سارونغ
 أو 
كاين سارونغ
.
 ** في 
لاوس
 وإيسان (
شمال شرق تايلاند
) يُعرف باسم 
سينه
 أو 
سارونغ
.
 ** في 
ماليزيا
 يُعرف باسم 
كاين
 أو 
كاين بيليك
 أو 
كاين سارونغ
.
 ** في 
ميانمار
 يُعرف باسم 
لونغي
.
 ** في 
الفلبين
 يُعرف باسم 
مالونغ
 في 
مينداناو
، و
باتاديوغ
 في فيساياس 
وأرخبيل سولو
، و
تابيس
 في 
لوزون
.
 ** في 
تايلاند
 يُعرف باسم 
فا خاو ما
  للرجال و
فا تونغ
 للنساء.
```

- جزر المحيط الهادئ

```
 ** في 
نيوزيلندا
 يُعرف باسم 
راباكي
.
 ** في 
فيجي
 يُعرف باسم 
إسولو
.
 ** في 
هاواي
 يُعرف باسم 
كيكيبا
.
 ** في 
بابوا غينيا الجديدة
 يُعرف في لغة 
لغة توك بيسين
 باسم 
لاب-لاب
، وفي 
هيري موتو
 يُعرف باسم 
رامي
.
 ** في روتومًا يُعرف باسم 
هاء فالي
.
 ** في 
ساموا
 يُعرف باسم لافالافا.
 ** في 
تاهيتي
 
وجزر كوك
 يُعرف باسم 
بآرو
.
 ** في 
تونغا
 يُعرف باسم 
توبينو
.
 ** في 
واليس وفوتونا
 يُعرف باسم 
كي
.
```

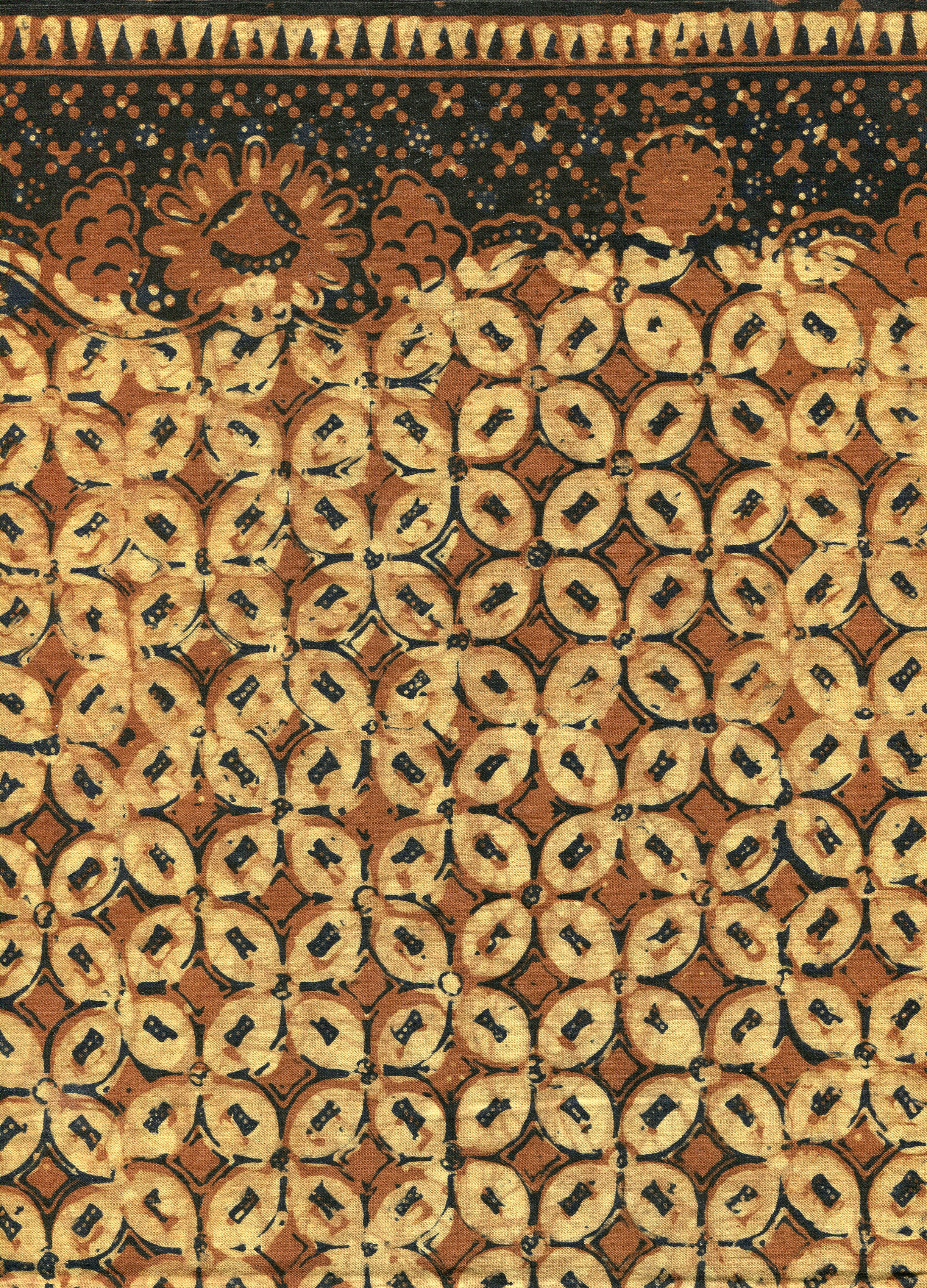
سارونغ باتيك بنمط كاوونغ من جاوة، إندونيسيا
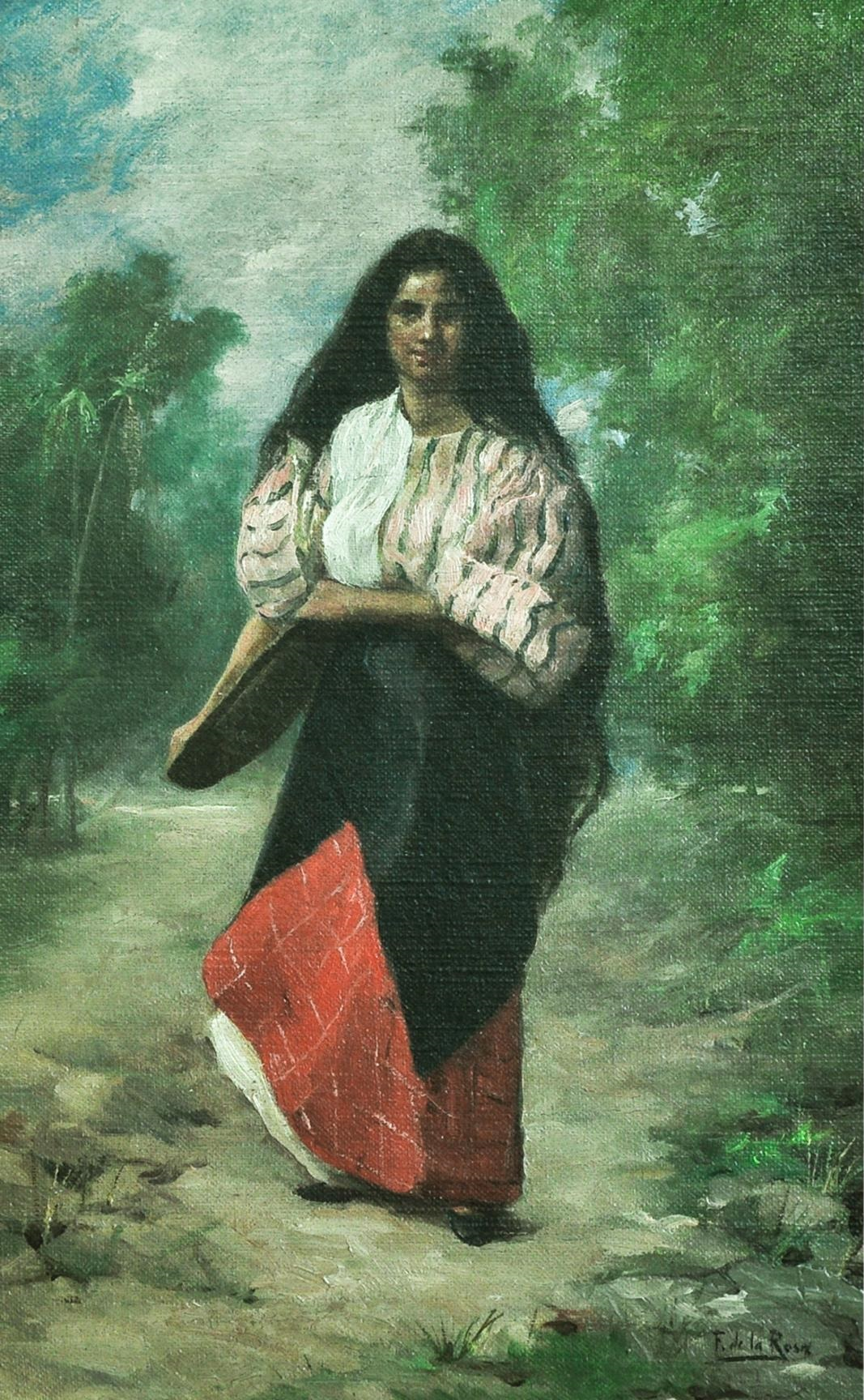
تابيس كجزء من الزي التقليدي الفلبيني بارو سايا
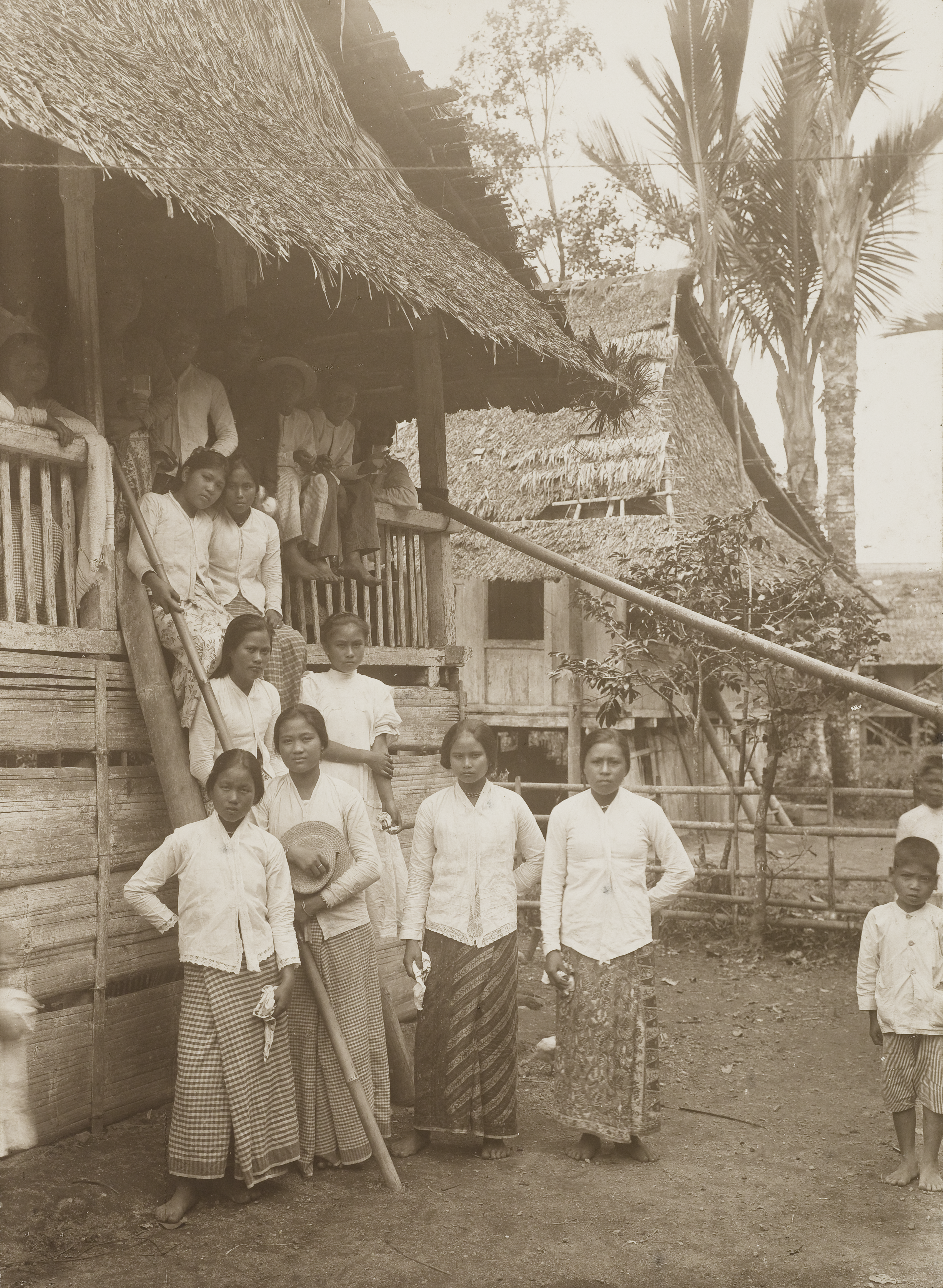
نساء يرتدين السارونغ وكبايا عند مدخل منزل تقليدي في مينهاسا، إندونيسيا حوالي 1900
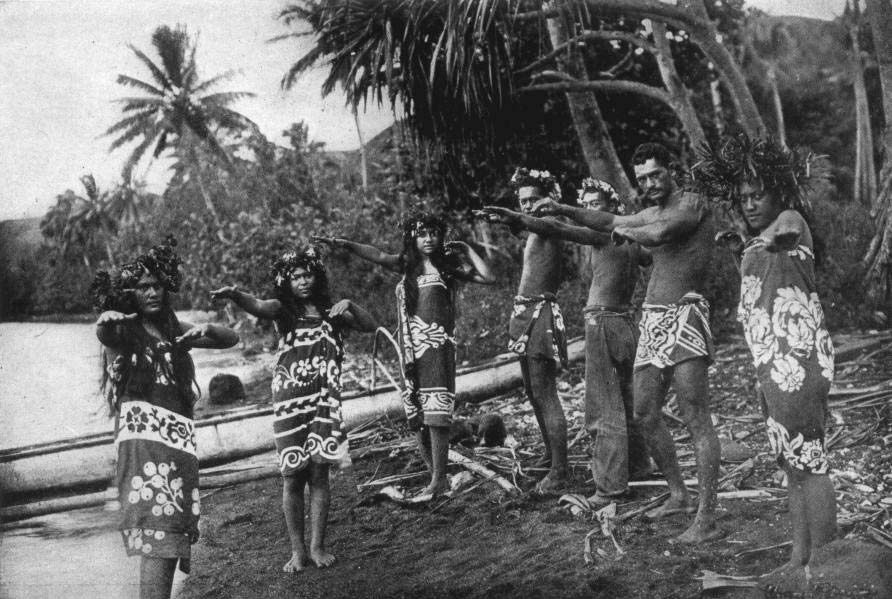
راقصون من هيفا أو يرتدون بآرو حوالي عام 1909

## في وسائل الإعلام
تُعد الجماهير الأمريكية أكثر دراية بالسارونغ من خلال عشرات الأفلام التي تدور أحداثها في جنوب البحار، ومعظمها من الدراما الرومانسية التي أُنتجت في ثلاثينيات وأربعينيات القرن العشرين.
ويُظهر الفيلم الوثائقي جنود في السارونغ (2005) من إخراج لوكيندرا أرامبام حركة المقاومة النسائية في مانيبور، شمال شرق الهند. كما يُظهر الفيلم الإندونيسي Tarung Sarung (2020) تقليدًا في فنون القتال حيث يرتدي المتنافسون السارونغ أثناء القتال.
في سنغافورة، يُستخدم مصطلح فتاة حفلات السارونغ للإشارة إلى الفتيات السنغافوريات العازبات، خاصة من أصل صيني، اللواتي يُفضلن التواصل وإقامة العلاقات مع الرجال الأجانب البيض بدلًا من الرجال المحليين.

## طالع أيضًا
- دوتي
- إزار
- لونغي